# Die schöne Rafaela
Die schöne Rafaela (Originaltitel: La belle Rafaëla) ist eines der bekanntesten Aktgemälde der polnischen Malerin Tamara de Lempicka. Das Bild aus dem Jahr 1927, das sich heute in einer Privatsammlung befindet, wurde in Öl auf Leinwand gemalt und hat die Maße 65 × 92 cm. Das Gemälde wird als radikaler und sinnlicher Höhepunkt von Lempickas Karriere und zugleich als prägendes Bild der Art-déco-Ära eingeordnet.

## Beschreibung
Das Bild zeigt eine liegende Aktdarstellung einer Frau auf einer Liege oder einem Bett. Die liegende Figur erstreckt sich dabei von der linken unteren bis zur rechten oberen Ecke des Bildes und nimmt dieses entsprechend fast vollständig ein. Der Oberkörper der Liegenden befindet sich in Rückenlage, während die Hüften und Beine in Seitenlage auf der linken Seite liegen und dem Betrachter die Vorderseite des Unterleibs präsentieren. Der Kopf mit den dunklen Haaren liegt ebenfalls auf der linken Seite, die Augen sind geschlossen und der leicht geöffnete Mund kräftig rot geschminkt. Der linke Arm ist angewinkelt über dem Kopf erhoben, während der rechte Arm stark angewinkelt ist, mit der rechten Hand oberhalb des rechten Busens ein rotes Tuch hält und mit den Fingerspitzen die Brust leicht berührt. Dieses Tuch verdeckt zudem die Füße des Modells und ist ansonsten hinter dem Körper verborgen.
Aufgrund der Beleuchtung, die vom linken Bildrand und somit von oben und hinten auf das Modell strahlt, liegen der vordere Bereich des Unterleibs, das linke Bein und die linke Seite des Oberkörpers im Schatten während das rechte Bein, die rechte Hüfte, der Bauch und Busen sowie die rechte Gesichtshälfte und die Innenseite des linken Arms beleuchtet sind.
Die Porträtierte liegt auf einer braunen Liege, die auf einem roten Teppich steht, der Hintergrund ist schwarz. Das Gemälde ist oben rechts mit T. DE LEMPICKA signiert.

## Die Porträtierte
Die porträtierte Frau, die nur als Rafaela bekannt ist, lernte Tamara de Lempicka nach Aussagen ihrer Tochter Kizette de Lempicka-Foxhall 1927 zufällig im Bois de Boulogne kennen. Sie fiel ihr aufgrund ihrer Schönheit auf und de Lempicka fragte sie, ob sie ihr Modell sitzen wolle. Stefanie Penck mutmaßt, dass Rafaela eine Prostituierte war.
Rafaela stand Modell bei mehreren Bildern de Lempickas, darunter den Bildern Die schöne Rafaela und Die schöne Rafaela in Grün sowie Der Traum und Die rosa Tunika.

## Deutung
Die schöne Rafaela wird als Darstellung einer narzisstischen und selbstbewussten Pose einer nackten Frau gedeutet, wobei die üppigen Körperformen deutlich dargestellt im Vordergrund stehen. Der Körper wird durch den dunklen Hintergrund und die Schatten sowie das Tuch scharf umrissen (Chiaroscuro), wodurch eine Verbindung zu der Malerei Caravaggios und seiner Schule entsteht. Das Bild wird als radikaler und auch sinnlicher Höhepunkt von Lempickas Karriere und zugleich als prägendes Bild der Art-déco-Ära und „dauerhaftes Symbol für sinnliche Befreiung und künstlerische Innovation“ eingeordnet.
Als einzige farbliche Akzente leuchten das Rot der Lippen, des Tuchs und des Untergrunds dem Betrachter entgegen, der Genitalbereich bleibt jedoch vollständig im Schatten unter dem hell erleuchteten Oberschenkel verborgen. De Lempicka verzichtete dabei auf ausschmückende Details wie Schamhaare oder die Vulva selbst. Zudem verleihe Lempickas tiefes Verständnis der klassischen Kunstgeschichte dem Bild „eine zeitlose Resonanz, während ihre eleganten, stilisierten Formen und provokativen Kompositionen für Frauen in der Kunst Neuland bedeuten.“

## Provenienz
Das Gemälde wurde 1927 von Tamara de Lempicka direkt an einen Herrn M. Baudry in Paris verkauft und befand sich bis 1967 in dessen Besitz in Frankreich. In dem Jahr wurde es von der Galerie du Luxembourg gekauft und ging 1975 in den Besitz eines privaten französischen Sammlers über. Am 15. Mai 1985 wurde es in einer Auktion bei Sotheby’s in New York City versteigert und von Barry Friedman in New York erworben. Später gelangte es in den Besitz der Kunstgalerie Simon Dickinson Inc. in New York und wurde am 8. August 1997 erneut an einen Privatmann verkauft. 2025 gelangte es erneut in den Kunsthandel und wurde am 25. Juni in einer Auktion bei Sotheby’s in London angeboten der geschätzte Verkaufspreis wurde dabei auf 6 bis 9 Millionen britische Pfund festgelegt.